# Барца, Гедеон
Гедеон Барца (венг. Barcza Gedeon; 21 августа 1911, Кишуйсаллаш — 27 февраля 1986, Будапешт) — венгерский шахматист, международный гроссмейстер (1954), чемпион мира по заочной игре (1952). Восьмикратный чемпион Венгрии (1942, 1943, 1947, 1950, 1951, 1955, 1957, 1958). Семь раз участвовал на шахматных олимпиадах (1952, 1954, 1956,1958, 1960, 1962, 1968).

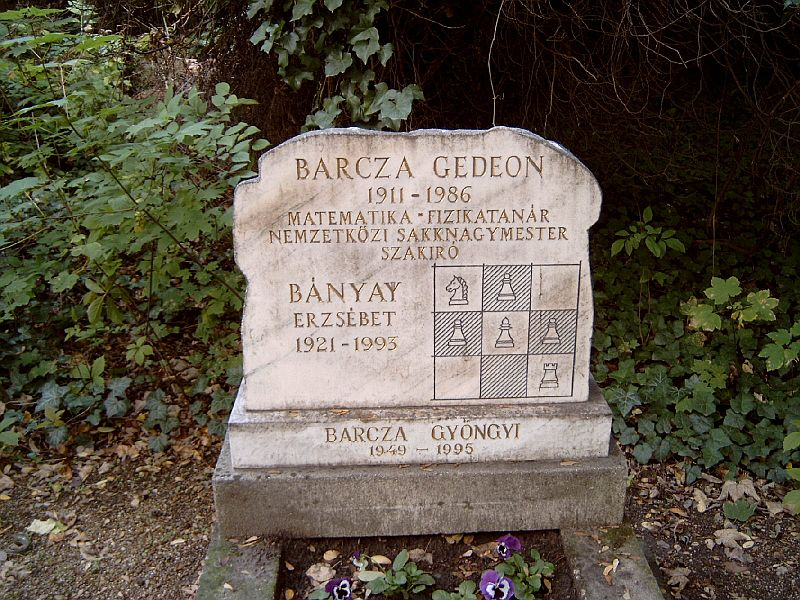
Надгробный камень

Барца участвовал в известном матче Москва — Будапешт (1949), а также в межзональных турнирах (1952—1962). Автор нескольких книг. Являлся редактором журнала «Мадьяр шаккелет» (1952—1972).
Внёс вклад в теорию дебютов, и его именем названа система 1. Кg1-f3 d7-d5 2. g2-g3.